# أرمينيا العليا
أرمينيا العليا (بالأرمنية: Բարձր Հայք)‏ Bardzr Hayq كانت أول مقاطعة لمملكة أرمينيا القديمة، وتقع في تركيا الحالية، وتقابل تقريبًا مقاطعة أرزنجان الحديثة غرب من نهر كورا. كانت تحدها داخل حدود المملكة مناطق سوفين، وتوربيران، وتايك، وإيرارات. كانت تسمى أرمينيا العليا، حيث كانت أعلى في الارتفاع من المقاطعات الأخرى.
كانت المساحة الإجمالية لأرمينيا العليا 23,860 كيلومتر مربع (9,000 ميل2).
كانت تتألف من 9 كانتونات:
- داراناغي
- أغيون
- مازور
- يكيغياتس
- ماناناغي
- تيركان
- اسبير
- شقاهوم
- كارين

## التاريخ
اشتهرت أرمينيا العليا ببحيراتها وأنهارها (خاصة نهر الفرات) ومناجم الذهب ووحقولها. غزت الإمبراطورية الحيثية في الألفية الثانية قبل الميلاد الأجزاء الغربية لأرمينيا العليا. في القرن الخامس عشر قبل الميلاد، غزاها هياسة قزي. من 189 قبل الميلاد، أصبحت جزءً من مملكة أرمينيا. اشتهرت أرمينيا العليا بمعابدها الوثنية. من 62 بعد الميلاد، أصبحت جزءً من السلالة الأرشكية في أرمينيا. نظرًا لأنها كانت مقاطعة نائية، فقد كانت بمثابة درع دفاعي ضد الأعداء. وفقًا لبافستوس بوزاند، تم دفن الملوك الأرشكيون الأرمن في آني (أرمينيا العليا). في عام 387، انتقلت أرمينيا العليا إلى الإمبراطورية الرومانية. تم تغيير اسمها إلى أرمينيا الداخلية، التي كان يحكمها كونت. كانت عاصمة أرمينيا الداخلية تيودوسوبوليس (كارين). في عهد جستينيان الأول، أصبحت أرمينيا الداخلية مقاطعة باسم أرمينيا الأولى. في القرن الثامن، غزا العرب الأجزاء الغربية من أرمينيا العليا، وبعد ذلك استقرت عدة قبائل عربية في المناطق الحدودية من أجل فصل أرمينيا عن الإمبراطورية البيزنطية. في عام 885، أصبحت أرمينيا العليا جزءً من أرمينية البقرادونية. في القرن الحادي عشر، غزت الإمبراطورية البيزنطية أرمينيا العليا مرة أخرى. في عام 1071، انتقلت إلى السلاجقة. في عام 1157، احتلتها دولة سلاجقة الروم. في عام 1207، تم تحرير الأجزاء الشرقية لأرمينيا العليا على يد الزكريين. في عام 1242، احتل المغول أرمينيا العليا. في عام 1502، تم احتلالها من قبل بلاد فارس. في عام 1514 احتلتها الدولة العثمانية. حافظت أرمينيا العليا على عدد كبير من السكان الأرمن حتى وقعت الإبادة الجماعية للأرمن في عام 1915.